# Педро Фернандес де Кірос
Педро Фернандес де Кірос (ісп. Pedro Fernández de Quirós) або Педру Фернандіш де Куейруш (порт. Pedro Fernandes de Queirós; Евора 1565 - Панама 1615) — португальський мореплавець, який перебуваючи на службі у Іспанського королівства відкрив атоли з архіпелагу Туамоту та острів Еспіриту-Санто (Нові Гебриди).

## Молоді роки
Педро народився в Португалії, у місті Евора. Коли йому виповнилося 15 років Португалію було приєднано до Іспанії королем Філіпом II. Де Кірос влаштувався на флот, де незабаром проявив себе як сміливий та талановитий мореплавець. Тому, коли першовідкривач Соломонових островів Альваро Менданья де Нейро запропонував де Кіросу долучитися до його експедиції по колонізації цих островів, той погодився. Педро було призначено головним керманичем флотилії.

## Морські подорожі
9 квітня 1595 року експедиція відбула із столиці Перу Ліми. Всього у її складі було 378 осіб. Відразу почалися непорозуміння — між де Кіросом та начальником загону солдат Педро Меріно Манріке, а також між дружиною Альваро де Нейра та офіцерами експедиції, якими Ізабелла де Нейра намагалася командувати. Також внаслідок незгоди Альваро де Нейра не вдалося поповнити запаси води та їжі. Де Нейра розраховував швидко знайти Соломонові острови. Чотири місяці кораблі блукали у морі. Зрештою 21 липня вони підійшли до островів, яких назвали островами Маркіза де Мендоси, на честь віце-короля Перу (сучасні Маркізькі острови). Незабаром виникли непорозуміння між тубільцями та іспанцями, що викликало спротив де Кіроса. Місця для колонізації островів були гарні, але де Нейра хотів продовжити шлях до Соломонових островів. На пропозицію де Кіроса поповнити ресурси харчів та води, де Нейра відповів відмовою.
Пошуки островів затягувалися, команда була незадоволена діями де Нейра, гадала, що той не знає куди пливти. Однак, незабаром було відкрито острів Санта-Крус. Іспанці почали будувати на ньому будинки, церкву. Але золота на острові не було. Тому більшість бажали знайти Соломонові острови. де Нейра й де Кірос наполягали, що зараз кораблі не можуть вийти в океан. Солдати нічого не слухали — спалахнув бунт. Де Кіроса намагалися вбити, але його врятував начальник загону солдатів Манріке. Але незабаром ситуація погіршала — Ізабелла де Нейра наполягла на страті Манріке — знову спалахнули сутички. Де Кірос ледве вгамував пристрасті. Проте один із солдатів у порушення наказу вбив вождя місцевих тубільців Малопе, друга де Кіроса. Тепер спалахнули ситучки між тубільцями та іспанцями. Тоді помер де Нейра, який назначив свою дружину Ізабелу губернатором острова. Врешті-решт експедиція вирушила до одного з Соломонових островів — Сан-Кристобалю. У цих обставинах фактичним керівником експедиції став Педро де Кірос. Після тяжкого морського походу експедиція досягла Маніли на Філіппінах, а потім де Кірос відвіз дону Ізабелу до Акапулько.

## Пошуки південного материка
Морська подорож самого де Кіроса, результати експедиції інших мореплавців підштовхнули Педро до ідеї існування південного материка. Як патріот своєї країни він намагався організувати експедицію, щоб віднайти цю землю та приєднати до іспанської корони. Але де Кірос не знайшов розуміння своєї ідеї. Віце-король Перу Луїс де Веласко начебто підтримував Педро де Кіроса, але не отримав повноважень для організацією подібної експедиції.
Навесні 1598 року де Кірос відплив до Іспанії. Звідси, із Севільї він попрямував до Риму просити у Папи Римського протекції. Зустрітися з папою Климентом VIII допоміг іспанський посол у Римі герцог Сеса, який підтримував ідею де Кіроса. Від Папи Римського Педро де Кірос також отримав рекомендаційні листи до короля Іспанії Філіпа III. після цього король Іспанії надав свою згоду на експедицію та зобов'язав віце-короля Перу виділити де Кіросу два кораблі, провіант, зброю, команду. Коли де Кірос прибув до Перу, то виявилося, що змінився віце-король — новим став граф Монтерей, який почав перешкоджати початку подорожі де Кіроса.
Нарешті 21 грудня експедиція у складі трьох кораблів — фрегатів «Сан-Педро-і-Сан-Пабло», віце-адміральського «Сан-Педро» та шлюпа «Три волхви» з командою у 300 осіб вийшла з порту Кальяо. Граф Монтерей доручив очолити дослідження віце-адміралу Луїсу Ваесу де Торресу, призначивши головним керманичем Хуана де Більбоа. Через деякий час де Більбоа організував бунт на кораблі, намагаючись заарештувати де Кіроса, але той зумів домогтися підтримки команди та Луїса де Торреса. Хуан де Більбоа був у свою чергу арештований, новим керманичем став Гаспар Гонсалес де Леса.
Наприкінці січня 1606 року експедиція знайшла групу дрібних острівців, які були оточені океанською мілиною. Потім де Кірос відкрив острова архіпелагу Туамоту. 1 травня, здавалася, експедиція досягла своєї мети. Іспанці знайшли острів, який де Кірос назвав Південною землею Духа Святого, на південному березі якого заклав місто Новий Єрусалим. Але вже 12 червня 1606 року експедиція розпалася: де Кірос залишився на острові, а де Торрес попрямував далі (при цьому він переконався, що вони відкрили лише острів). Торрес пішов на південно-захід, знайшов о. Нову Гвінею, побачив Австралію, але не висадився на її узбережжя. На його ім'я названо протоку, яка відділяє Австралію від Нової Гвінеї.

## Подальша доля

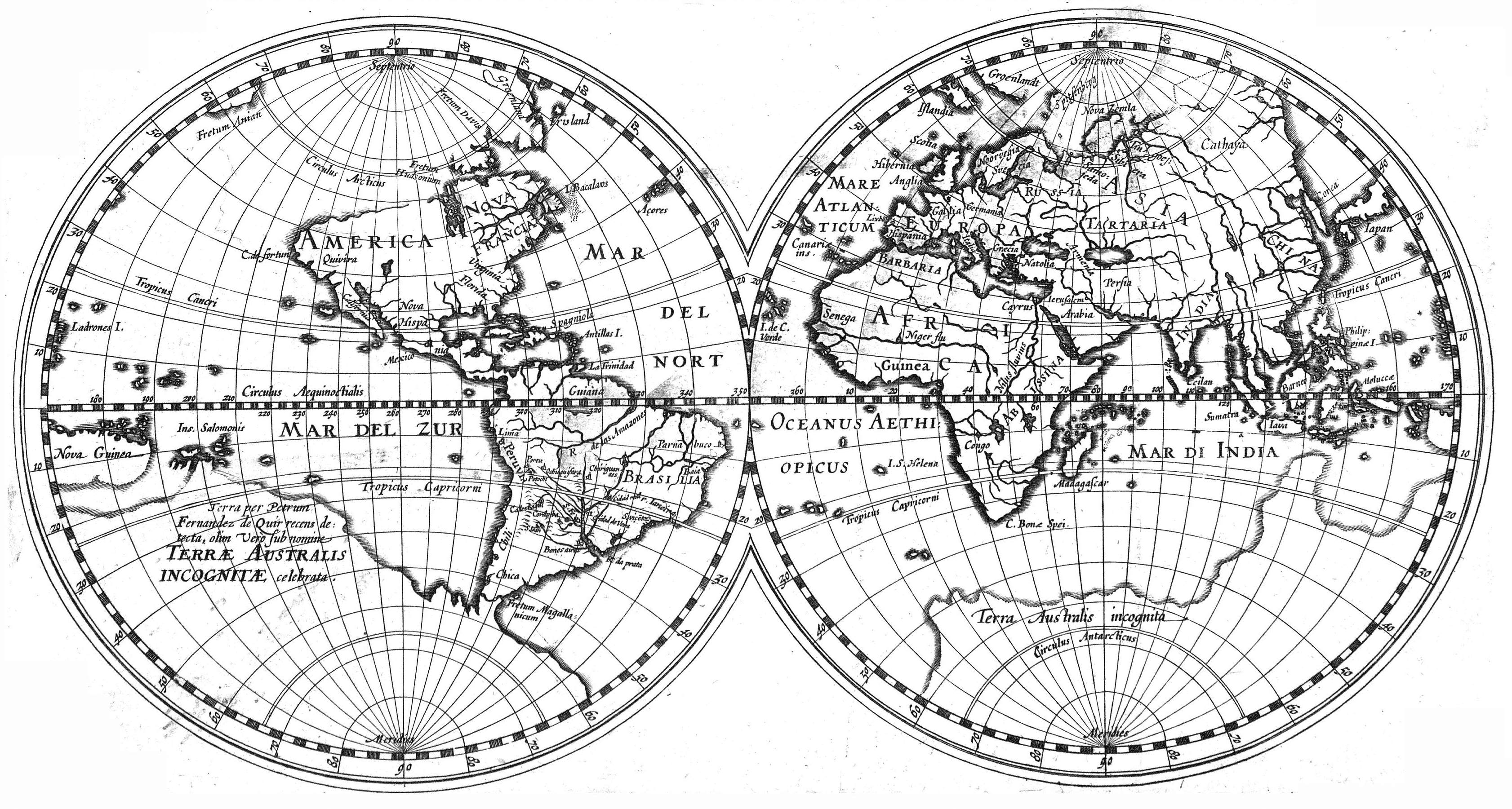
Карта світу із зазначеною Південною землею. 1612 рік

Між тим Педро де Кірос добрався до Мексики. На той час він був тяжко хворий. Між тим виникла парадоксальна ситуація — усі були впевнені, що де Кірос відкрив Південний материк, але це відкриття виявилося Іспанії непотрібним. Країна не мала ресурсів почати колонізацію. Але де Кірос не здавався, доводив Державній Раді та Раді Індій необхідність початку приєднання нових земель на півдні. Врешті-решт у 1609 році Педро де Кірос отримав королівський наказ готувати нову експедицію. Де Кіроса відправили до нового віце-короля Перу Франсиско де Борджіа, щоб той допоміг мореплавцю, але із зауваженням «як тільки стан справ у Перу дозволить це здійснити». При цьому король окремо відправив наказ віце-королю Перу затримати де Кіроса у Лімі, не відпускати в експедицію. Але де Кірос не досяг Ліми, померши у 1615 році у Панамі.
Іспанська влада втім розуміла значення експедиції де Кіроса й де Торреса. Результати їхньої подорожі трималися у секреті. Тільки у 1762 році, коли англійці захопили Манілу, в таємних архівах вони знайшли карту із зазначеною на ній Торресовою протокою.